# Сай Бартлетт
Сай Бартлетт (англ. Sy Bartlett; нар. 10 липня 1900, Миколаїв — пом. 29 травня 1978, Каліфорнія) — американський сценарист і продюсер.

## Біографія
Саша Баранєв народився в 1900 році в Миколаєві. У 1904 році іммігрував з батьками в США. Живучи в Чикаго, він приймає ім'я Сідні Бартлетт.
Навчався в школі журналістики Medill Північно-західного університету. Працював репортером газети до переїзду в Голлівуд, щоб стати сценаристом. Його перша робота була зарахована на студії RKO в 1933 році. Він написав 28 сценаріїв в періоді з 1933 по 1969 роки. У 1950-х роках зацікавився виробництвом фільмів, у 1956 році з актором Грегорі Пеком заснував Melville Productions.
З 1930 року зросла популярність Бартлетта, його ім'я з'являється в таблоїдах в зв'язку з різними скандалами. Він був тричі одружений, кожного разу із голлівудськими актрисами — Еліс Вайт, Елен Дрю, і Патрісією Оуенс.
Бартлетт приєднався до армії США під час Другої світової війни як капітан. Зі створенням 8-го командування бомбардувальників ВПС США в Англії, Бартлетт був переведений туди.
Після Другої світової війни, Бартлетт повернувся до Голлівуду і приєднався до 20th Century Fox як письменник.
29 травня 1978 року Сай Бартлетт помер у Голлівуді від раку.

## Фільмографія

### Сценарист
- Che! (1969)
- In Enemy Country (1968)
- A Gathering of Eagles (1963)
- Beloved Infidel (1959)
- The Big Country (1958)
- «Suspicion» (1 episode, 1957)
- The Last Command (1955)
- That Lady (1955)
- The Red Beret (1953)
- Twelve O'Clock High (1949)
- Down to the Sea in Ships (1949)
- 13 Rue Madeleine (1947)
- The Princess and the Pirate (1944)
- Two Yanks in Trinidad (1942)
- Bullet Scars (1942)
- Road to Zanzibar (1941)
- Sandy Gets Her Man (1940)
- The Amazing Mr. Williams (1939)
- Cocoanut Grove (1938)
- Sergeant Murphy (1938)
- Danger Patrol (1937)
- The Man Who Cried Wolf (1937)
- Under Your Spell (1936)
- Boulder Dam (1936)
- The Murder of Dr. Harrigan (1936)
- Going Highbrow (1935)
- Kansas City Princess (1934)
- The Big Brain (1933)

### Продюсер
- Che! (1969)
- A Gathering of Eagles (1963)
- Cape Fear (1962)
- The Outsider (1961)
- Pork Chop Hill (1959)
- That Lady (1955)